# Turism negru

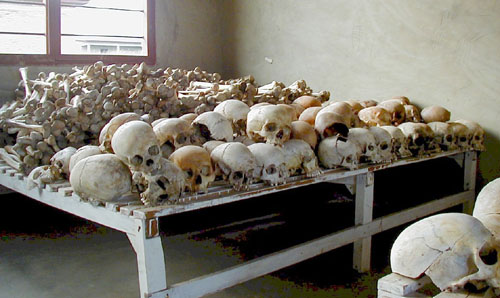
Școala Tehnică din Murambi, locul unde au avut loc multe crime din genocidul din Rwanda este în prezent un muzeu al genocidului.

Turismul negru implică vizitarea locurilor asociate cu moartea și suferința.
Urmele bombardamentelor de la Hiroshima și Nagasaki, câmpul de la Cernobîl și lagărele naziste sau comuniste sunt astăzi obiective vizitate de milioane de persoane în fiecare an.